# 薩爾嫩湖

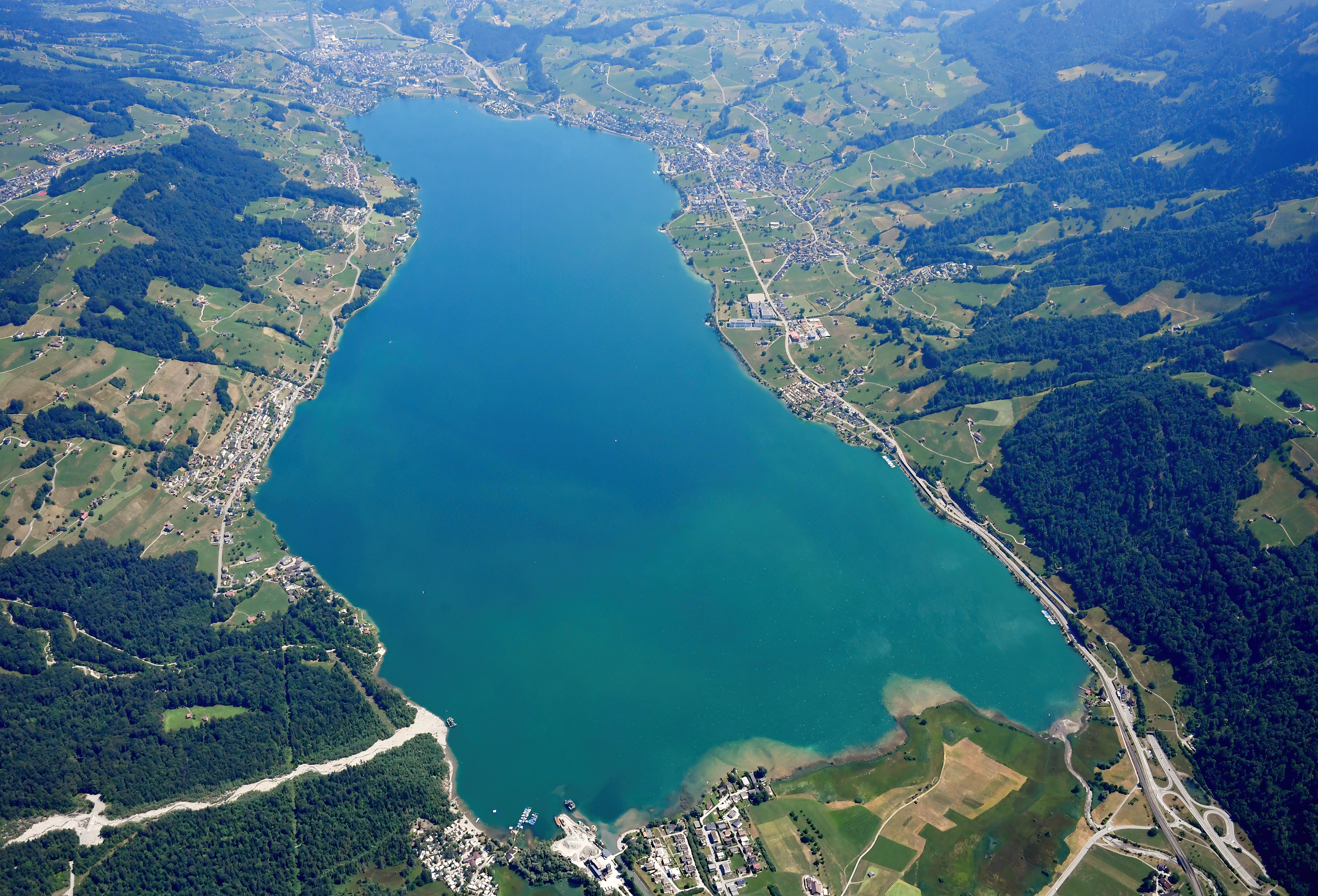

46°51′45″N 8°12′31″E / 46.86250°N 8.20861°E
薩爾嫩湖（德語：Sarnersee；意即为“薩爾嫩之湖”）是瑞士的湖泊，位於該國中部上瓦爾登州，長6公里、寬1.3公里，面積7.5平方公里，海拔高度469米，平均水深31米，最大水深51米，蓄水量0.24億立方米。

## 外部連結
- Waterlevels of Lake Sarnen （页面存档备份，存于） at Sarnen